# Konwencja z Montreux

Cieśniny tureckie: Dardanele (na żółto) na południowym zachodzie, Bosfor (na czerwono) na północnym wschodzie, Morze Marmara pośrodku

Konwencja z Montreux (fr. Convention concernant le régime des détroits) – porozumienie regulujące prawo morza w cieśninach czarnomorskich (Bosfor i Dardanele). Dotyczy prawa i zasad przechodzenia przez cieśniny czarnomorskie statków i okrętów nienależących do Turcji, na której wodach terytorialnych znajdują się cieśniny. Została podpisana 20 lipca 1936 roku w Montreux. Sygnatariusze: Australia, Bułgaria, Francja, Grecja, Japonia, Rumunia, Turcja, Wielka Brytania i ZSRR. Spisana w języku francuskim, depozytariuszem jest rząd francuski. Zarejestrowana w Sekretariacie Ligi Narodów 11 grudnia 1936 r. pod nr 4015. Postanowienia konwencji obowiązują do czasów obecnych i są uznawane za część prawa międzynarodowego.
Postanowienia:
- statki: swoboda przepływu i żeglugi na czas neutralności Turcji, w razie stanu wojny zakaz dla statków nieprzyjaciela;
- okręty wojenne: swobodny przepływ dla lekkich okrętów nawodnych i okrętów pomocniczych, pod warunkiem uprzedzenia na 8 do 15 dni przed przepływem; ograniczenia dla większych jednostek państw nieczarnomorskich, w razie przystąpienia Turcji do wojny – przepływ floty wojennej uzależniony od uznania władz tureckich.

Anulowano w ten sposób postanowienia konferencji w Lozannie z 1923 roku, które zdemilitaryzowały cieśniny czarnomorskie oraz zezwalały na swobodny przepływ przez nie statków handlowych i wojennych wszystkich państw. Postanowieniom lozańskim przez cały czas ich obowiązywania sprzeciwiała się Turcja, która uważała cieśniny czarnomorskie za swoje wody terytorialne. Pod wrażeniem rewizji traktatu wersalskiego przez Niemcy Turcja wzmogła swój nacisk w tej sprawie na państwa zachodnie, które, w związku z przyłączeniem się Turcji do sankcji nałożonych na Włochy po agresji na Abisynię, wyraziły zgodę na tureckie propozycje.

## Szczegółowe zasady przechodzenia okrętów wojennych
W aneksie III zdefiniowano kategorie okrętów:
- okręty główne (fr. bâtiments de ligne, ang. capital ships):
  - a) okręty nawodne inne niż lotniskowce, okręty pomocnicze lub okręty główne kategorii b, których wyporność standardowa przekracza 10.000 ton lub noszą działa kalibru ponad 203 mm,
  - b) okręty nawodne inne niż lotniskowce, których wyporność standardowa nie przekracza 8.000 ton i noszą działa kalibru ponad 203 mm.
- lotniskowce – okręty nawodne zaprojektowane lub adaptowane w pierwszym rzędzie do przenoszenia i operowania z nich statków powietrznych na morzu. Umieszczenie na okręcie pokładu lotniczego nie powodowało zaliczenia okrętu do kategorii lotniskowców, o ile nie został zaprojektowany lub adaptowany w pierwszym rzędzie do przenoszenia i operowania statków powietrznych na morzu.
- lekkie okręty nawodne – okręty nawodne inne niż lotniskowce, mniejsze okręty lub okręty pomocnicze, których wyporność standardowa przekracza 100 ton, a nie przekracza 10.000 ton i nie przenoszą dział kalibru ponad 203 mm
- okręty podwodne – wszystkie okręty zaprojektowane do operowania pod powierzchnią wody.
- mniejsze okręty – okręty nawodne inne niż okręty pomocnicze, których wyporność standardowa przekracza 100 ton, a nie przekracza 2000 ton i nie przenoszą dział kalibru ponad 155 mm, nie są przystosowane do wystrzeliwania torped i nie osiągają prędkości ponad 20 węzłów.
- okręty pomocnicze – okręty nawodne, których wyporność standardowa przekracza 100 ton, które są normalnie używane do zadań pomocniczych przy flocie lub jako transportowce lub w inny sposób odmienny od okrętów bojowych i nie posiadają dział kalibru przekraczającego 155 mm, więcej niż 8 dział kalibru przekraczającego 76 mm, nie są przystosowane do wystrzeliwania torped, nie są opancerzone, nie osiągają prędkości ponad 28 węzłów, nie są zaprojektowane przede wszystkim do przenoszenia statków powietrznych, nie posiadają więcej niż dwie katapulty dla samolotów.

Wszystkie wyporności podawane były w tonach angielskich (1016,05 kg), stąd 10.000 ton = 10.160,5 ton metrycznych. Wyporność standardowa rozumiana była zgodnie z zapisami traktatu londyńskiego, z którego także przejęto definicje kategorii okrętów.
Zgodnie z art. 10 i 13, podczas pokoju lekkie okręty nawodne, mniejsze okręty i okręty pomocnicze wszystkich państw mogą przechodzić swobodnie przez cieśniny, bez opłat, pod warunkiem notyfikowania zamiaru przejścia rządowi tureckiemu na 8 dni przedtem (w przypadku państw nieczarnomorskich pożądany termin to 15 dni). Art. 14 stanowi, że okręty wszystkich państw znajdujące się w cieśninach nie mogą przekroczyć łącznej wyporności 15.000 ton i liczby 9 okrętów.
Art. 11 przewiduje wyjątek, że tylko państwa czarnomorskie mogą wysłać przez cieśniny okręt główny o wyporności większej niż 15.000 ton, eskortowany przez nie więcej niż dwa niszczyciele. Art. 12 zezwala wyłącznie państwom czarnomorskim na przejście okrętów podwodnych na powierzchni, lecz jedynie do bazy w razie ich zakupu poza Morzem Czarnym lub na remont poza Morze Czarne, po uzgodnieniu. Zakazane jest użycie bojowe takich okrętów podwodnych poza Morzem Czarnym, jak również nie mogą przez cieśniny przechodzić okręty podwodne państw nieczarnomorskich. Traktat nie zawierał natomiast w ogóle postanowień przewidujących prawo do przejścia przez cieśniny lotniskowców, przez co przyjmuje się, że wyłącza to możliwość przechodzenia przez cieśniny lotniskowców.
Artykuł 18 ograniczył łączną wyporność okrętów wojennych państw nieczarnomorskich znajdujących się na Morzu Czarnym podczas pokoju do 30.000 ton (maksymalnie, w razie wzmocnienia flot państw czarnomorskich, do 45.000 ton). Dalsze wejścia okrętów na Morze Czarne mogły odbywać się w ramach powyższych limitów tonażu. Jednocześnie artykuł ten ograniczył czas przebywania okrętów państw nieczarnomorskich na Morzu Czarnym do 21 dni.
Kontrowersje wśród części specjalistów i prawników wywołało przejście przez cieśniny 18 lipca 1976 roku na Morze Śródziemne radzieckiego okrętu „Kijew”, klasyfikowanego w ZSRR jako ciężki krążownik lotniczy i mającego pewne cechy krążowników, natomiast przenoszącego samoloty i uznawanego na Zachodzie za lotniskowiec. Część prawników uważała, że stanowi to obejście konwencji, jednakże Turcja nie zakwestionowała zgłoszenia rejsu „Kijewa” jako okrętu głównego. Od tej pory z Morza Czarnego wypływały dalsze radzieckie krążowniki lotnicze, budowane w Mikołajowie z przeznaczeniem dla innych radzieckich flot. Podkreślano jednak, że w istocie Turcja nie miała interesu w konfrontacji, która mogłaby doprowadzić do żądania zmiany (liberalizacji) konwencji, również ZSRR nie zamierzał zmieniać status quo, ograniczającego możliwość wchodzenia okrętów innych państw na Morze Czarne. Należy zauważyć, że obecnie obowiązujące ogólnie uregulowania prawa międzynarodowego (Konwencja Narodów Zjednoczonych o prawie morza) zawierają bardziej liberalne reguły prawa przejścia okrętów wojennych, niż wciąż obowiązująca w odniesieniu do cieśnin czarnomorskich konwencja z Montreux. Konwencja nie wiąże wprawdzie krajów spoza kręgu jej sygnatariuszy (jak USA), lecz jest przez nie przestrzegana jako część zwyczajowego prawa międzynarodowego, pomimo uznawania Morza Czarnego za morze otwarte.